# Daniil Shafran
Daniil Borísovich Shafrán (en ruso: Даниил Борисович Шафран; Petrogrado, 13 de enero de 1923 - Moscú, 7 de febrero de 1997) fue un chelista soviético.

## Biografía

### Primeros años
Daniil Shafrán nació en el seno de una familia con intereses musicales, pues sus padres eran estudiantes de música. Su padre, Borís Shafrán, llegó a ser el chelista principal de la Orquesta Filarmónica de Leningrado y su madre, Frida Moiséyevna, era pianista. Según el propio Shafrán, cuando su madre iba a darlo a luz, su padre estaba practicando pasajes del Concierto en re mayor de Haydn para un recital, por lo que se mostró reacio a ir al hospital hasta que no tuviese técnicamente controlado un difícil pasaje.
A Shafrán lo enseñó en principio su padre, a quien se lo llevaba pidiendo durante mucho tiempo. Cuando llegó a los ocho años y medio, su padre se presentó un día con un pequeño violonchelo y le indicó que empezase a estudiar. Su padre era un serio estudioso y un profesor estricto y, tras años y medio de estar bajo su tutelaje, Shafrán ya había absorbido muchos de los valores que manifestaría a lo largo de su vida: una práctica regular y diligente y la importancia de esforzarse para conseguir lo más grandes objetivos. Un principio fundamental que quedó establecido para el músico fue el de la necesidad de superar los obstáculos técnicos aprendiendo a tocar más allá de las exigencias de la obra, por lo que Shafrán aprendió a ser despiadadamente estricto consigo mismo durante los ensayos.